# غيرترود فرايدبيرغ
غيرترود فرايدبيرغ (بالإنجليزية: Gertrude Friedberg)‏ هي كاتبة خيال علمي وكاتبة سيناريو وكاتِبة أمريكية، ولدت في 17 مايو 1908 في نيويورك في الولايات المتحدة، وتوفي بنفس المكان في 17 سبتمبر 1989.

## وصلات خارجية
- غيرترود فرايدبيرغ على موقع IMDb (الإنجليزية)
- غيرترود فرايدبيرغ على موقع قاعدة بيانات الفيلم (الإنجليزية)